# Большая Лозовка (Самарская область)
 Большая Лозовка — село в Сергиевском районе Самарской области в составе сельского поселения Кандабулак. 

## География
Находится на расстоянии примерно 33 километра по прямой на запад от районного центра села Сергиевск.

## Население
Постоянное население составляло 13 человек (русские 61%, чуваши 31%) в 2002 году, 2 в 2010 году.